# Holzbrücke

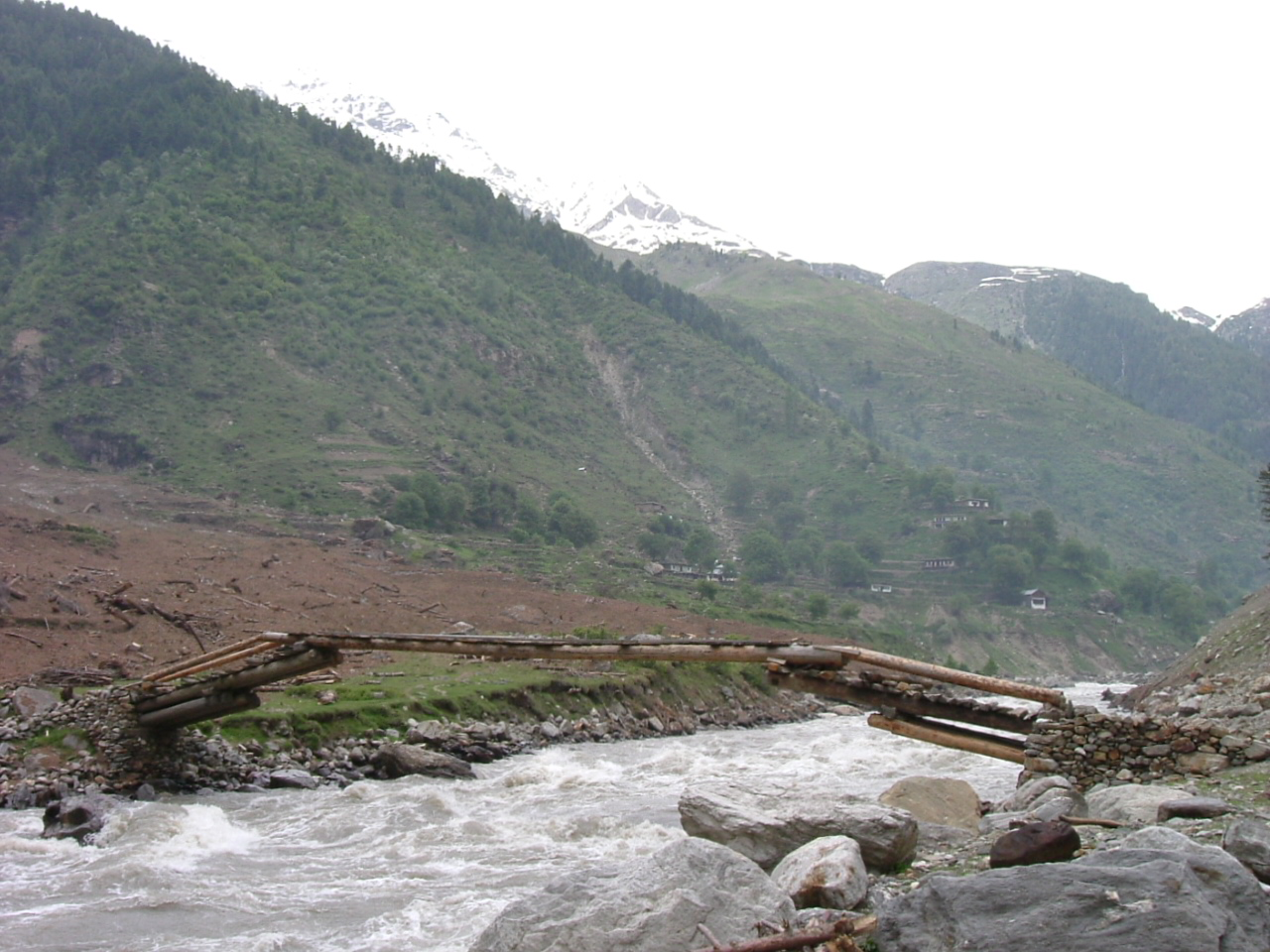
Kragträgerbrücke über den Kunar River in Pakistan mit bestmöglicher Ausnutzung des eingesetzten Materials

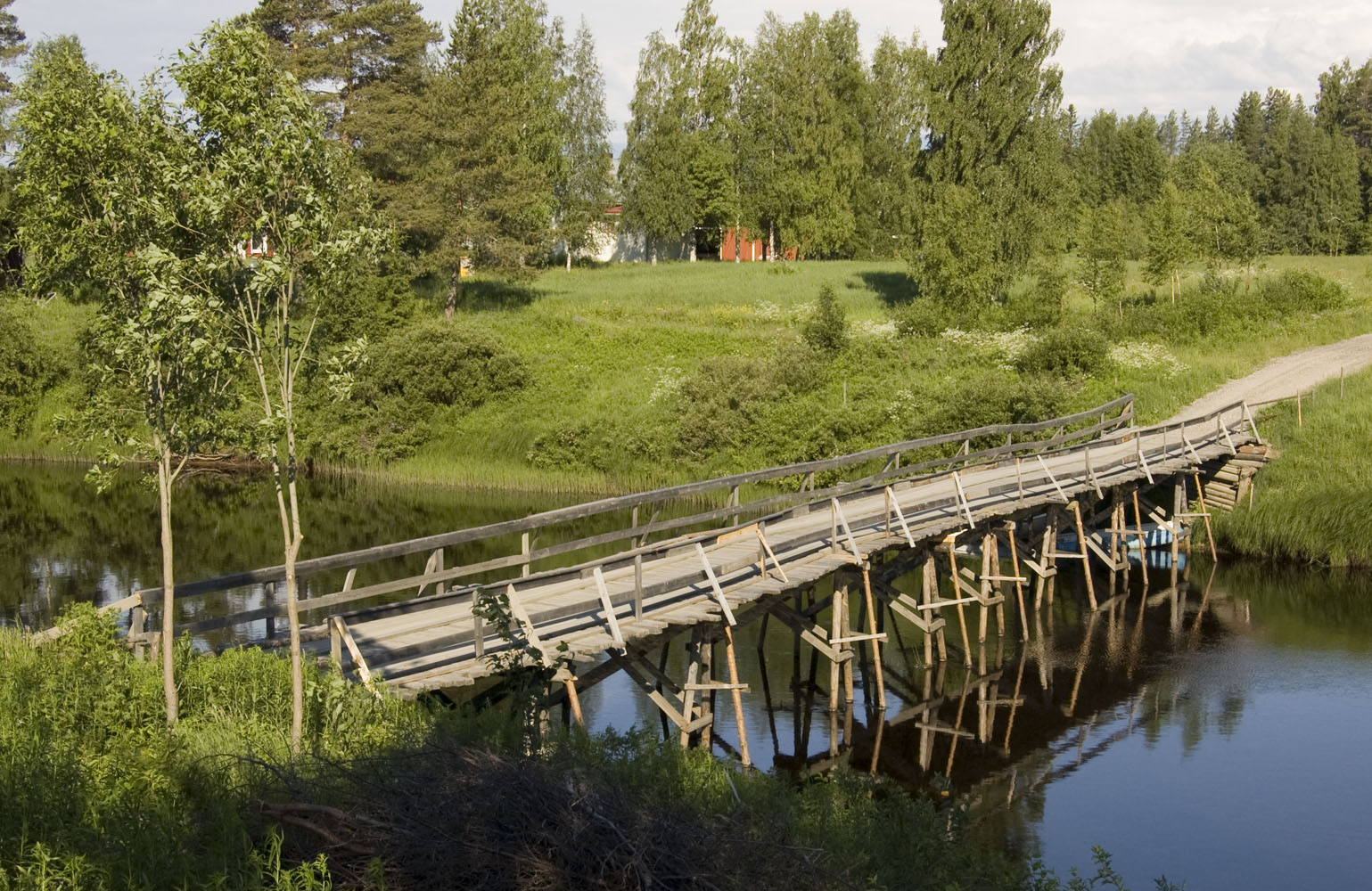
Jochbrücke in Finnland

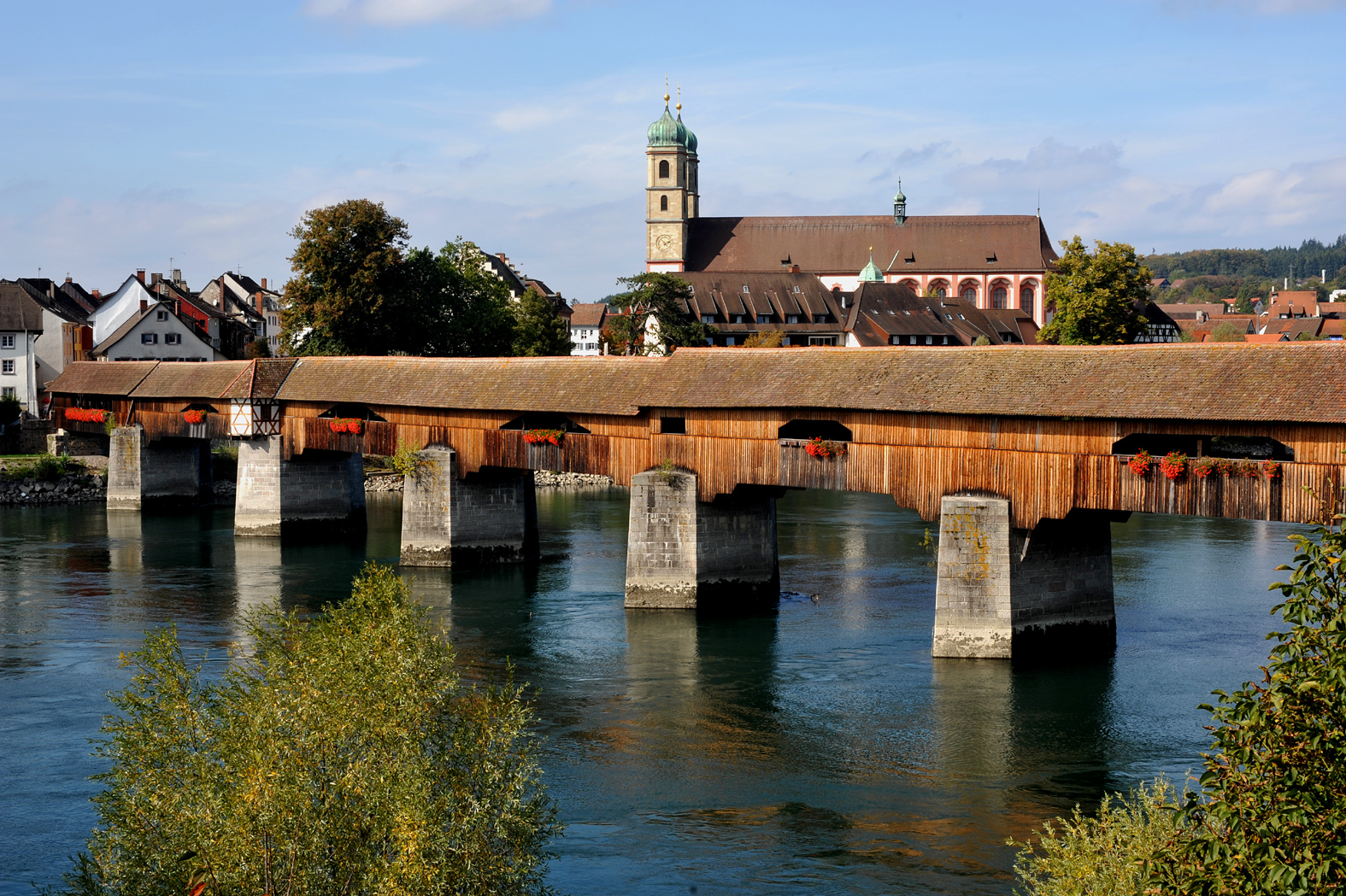
Holzbrücke in Bad Säckingen, die längste gedeckte Holzbrücke Europas

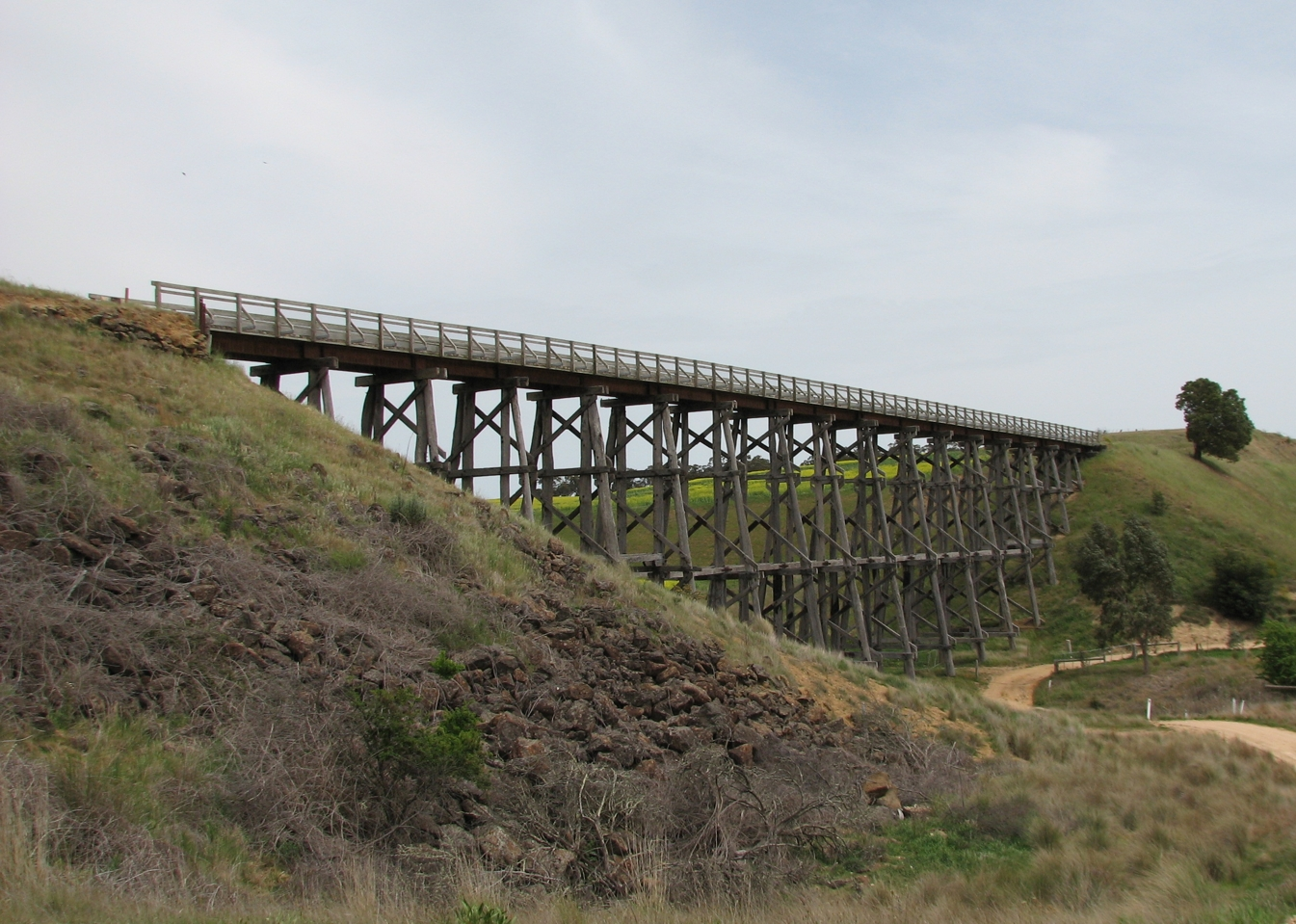
Trestle-Brücke in Australien

Eine Holzbrücke ist eine Brücke, deren Tragwerk aus Holz besteht. Ihre Pfeiler sind häufig ebenfalls aus Holz, wurden aber schon früh auch aus Stein gebaut und sind heute in der Regel aus Beton. Holzbrücken wurden und werden bis heute in fast allen Bauarten gebaut, sind aber materialbedingt auf kurze Stützweiten beschränkt. Es gibt gedeckte und ungedeckte Holzbrücken.
Die Holzbrücke ist die älteste Bauform in der Geschichte des Brückenbaus. Beginnend mit einem über einen Bach gelegten Baumstamm, über abwechselnd längs und quer übereinanderliegende Stämme zum Überwinden eines Einschnitts im Gelände und die Jochbrücken mit in den Boden gerammten Pfählen sowie die materialsparenden Fachwerkbrücken, lassen sich heute mit Leimbinderkonstruktionen theoretisch ebensogroße Spannweiten erreichen wie bei Stahlbetonbrücken.
Durch das im Verhältnis zum Tragvermögen sehr niedrige spezifische Gewicht des Holzes ist es aus statischer Sicht ein sehr geeignetes Material zum Brückenbau.
In der Praxis beschränkt aber der erforderliche Aufwand zum Erreichen eines ausreichenden Witterungsschutzes die Einsatzmöglichkeiten von Holzbrücken.
In waldreichen Gegenden mit feuchter Witterung wie dem amerikanischen Nordwesten war es früher teilweise üblich, Holzbrücken alle zehn Jahre neu zu errichten.
Abhängig von Klima, natürlicher Dauerhaftigkeit des Holzes und Maßnahmen zum Holzschutz können Holzbrücken aber auch viele Jahrzehnte überdauern und die Lebenserwartung von Stahl- und Stahlbeton-Brücken übertreffen.
Bambusbrücken zählen nicht zu den Holzbrücken, sind aber in vielerlei Hinsicht vergleichbar.

## Material und Konstruktion
Holzbrücken können aus Massivholz oder aus Brettschichtholz gebaut werden. Die Brückenteile können entweder traditionellen Holzverbindungen oder mit Nagelblech und Schrauben zusammengehalten werden. Je nach Witterung und Verfügbarkeit werden verschiedene Holzarten zum Brückenbau verwendet, etwa Kiefernholz, Fichtenholz, Eichenholz, Edelkastanien- und Douglasienholz. Insbesondere wenn kein druckimprägniertes oder modifiziertes Holz verwendet wird, muss dass Tragwerk nach einem Regen zügig austrocknen können oder vor der Witterung geschützt sein.

## Geschichte

### Zusammenfassung
Bis zur Neuzeit wurden vor allem Pfahljochbrücken gebaut, in gebirgigen Gegenden auch Kragträgerbrücken. In China wurden bereits während der Song-Dynastie (960 bis 1279) zahlreiche Erfindungen gemacht, darunter die Gewebebogenbrücke, die in Europa von Leonardo da Vinci wiederentdeckt wurde. In Europa kamen komplexe Hänge- und Sprengwerke erst im 15. Jahrhundert auf. Im Spätmittelalter begann der Bau von gedeckten Holzbrücken. Im 18. Jahrhundert kamen komplexere fächerförmige und geschachtelte Sprengwerke, doppelte Hängewerke und Kombinationen aus Spreng- und Hängewerken auf. Auch polygonale Stabbogentragwerke wurden mit Hängewerken kombiniert. Am Ende des 18. Jahrhunderts begannen die jungen USA mit dem Bau von Holzbrücken über die größeren Flüsse an ihrer Ostküste. Es gab dort noch viele Wälder, aber weder die für den Bau von Steinbrücken erforderlichen Fachleute noch die finanziellen Mittel dazu. In dem von keinen akademischen Traditionen eingeengten freien Markt wurden Fachwerkträger entwickelt. Für die rasch expandierenden Eisenbahnen wurden Trestle-Brücken mit dem Holz aus den umliegenden Wäldern gebaut. Im Amerikanischen Bürgerkrieg zwischen 1861 und 1865 wurden auf den Bahnstrecken standardisierte Trestle-Brücken aus rohen Stämmen eingesetzt, die nach ihrer Zerstörung in ein bis drei Tagen wieder aufgebaut werden konnten. Im 20. Jahrhundert eröffnete das Brettschichtholz neue Möglichkeiten.

### Frühzeit, Römerzeit
Wegen der Vergänglichkeit des Materials ist nicht mehr feststellbar, wann und wo die ersten Holzbrücken gebaut wurden. Aus der Mittelsteinzeit sind Bohlenwege bekannt, auf denen Sümpfe überquert wurden. Bekannte Beispiele stammen aus den Somerset Levels in England und aus Niedersachsen.
Die prähistorischen Pfahlbausiedlungen aus der Zeit von 5000 bis 500 v. Chr., die man um die Alpen gefunden hat, waren in der Regel durch Stege miteinander verbunden. In der Schweiz wurden bronzezeitliche Reste der Brücken zwischen Rapperswil und Hurden und in London solche in der Themse bei Vauxhall gefunden. Reste einer eisenzeitlichen Holzbrücke fand man in La Tène in der Schweiz.
Keilschrifttexte aus altassyrischer Zeit belegen, dass es in Anatolien Brücken gab. So gab es eine Brücke in Purušhattum; ein assyrischer Kaufmann zahlte hier eine Maut von 15 Schekel Kupfer pro Esel. Eine andere Brücke lag zwischen Šalatuar und Wahušana.
In hethitischer Zeit ist eine Brücke bei Tapikka schriftlich belegt. Die Pfeiler am Ufer bestanden aus Stein, die Brücke selber aus Holz.
Die frühen Brücken waren einfache Balkenbrücken oder Pfahljochbrücken. Die älteste römische Holzbrücke war laut der Überlieferung die im 7. Jahrhundert v. Chr. errichtete Pons Sublicius über den Tiber. Caesars Rheinbrücken waren mit viel Expertise errichtete Pfahljochbrücken. In seinem Werk De bello Gallico erwähnt Caesar eine Reihe von Brücken über andere Flüsse.
Die Trajansbrücke, eine hölzernen Segmentbogenbrücke auf Steinpfeilern über die untere Donau, war die längste Brücke der Welt und blieb dies, nach etwa 165 Jahren zerstört, über ein Jahrtausend lang.
In gebirgigen Gegenden mit reißenden Bächen, in die keine Pfähle gesetzt werden konnten, hat man wohl sehr früh schon Kragträgerbrücken gebaut, bei denen über das Wasser ragende Stämme an beiden Ufern mit Steinpackungen so belastet wurden, dass sie weitere, in der Mitte zwischen ihnen befestigte Stämme oder Bretter tragen konnten.

### Mittelalter
In Europa verfielen mit den Untergang des römischen Reiches seine Städte und Straßen. Nur wenige Brücken wurden erhalten. Die Brücken in Paris am Ort der heutigen Petit Pont und der Pont au Change sowie die London Bridge sind Beispiele für die wenigen verbliebenen Holzbrücken, die immer wieder repariert oder erneuert wurden. Neue Brücken entstanden, von ganz wenigen abgesehen, erst im Hochmittelalter, wie zum Beispiel die Holzbrücken in Lyon (die heutige Pont de la Guillotière (1183, 1190 eingestürzt und erneuert)), in Basel (die heutige Mittlere Brücke (1225)), in Schaffhausen (die heutige Rheinbrücke Schaffhausen–Feuerthalen (1259)), in Bamberg die Sespruck (1312), am Zürichsee die Holzbrücke Rapperswil–Hurden (1360–1878) und in Luzern die Kapellbrücke (um 1365). Es waren meist einfach konstruierte Jochbrücken, komplexe Hänge- und Sprengwerke kamen erst im 15. Jahrhundert auf.
Größere Brücken, auch Holzbrücken, wurden im Mittelalter meist mit Häusern bebaut.
Im Spätmittelalter begann der Bau von gedeckten Holzbrücken, bei welchen das Tragwerk durch ein Dach und Seitenwände vor der Witterung geschützt wird. Frühe Beispiele sind die um 1365 erbaute Kapellbrücke in Luzern, die um 1350 bereits gedeckte Mittlere Brücke (Pont du Milieu) und die Sankt Johannbrücke (Pont de St. Jean) in Freiburg im Üechtland oder der 1569 von Andrea Palladio erbaute Ponte Vecchio, eine gedeckte Jochbrücke über die Brenta in Bassano del Grappa.
Im Jahr 1500 wurde in Toruń (Polen) eine Brücke über die Weichsel gebaut und 1573 wurde in Warschau die Most Zygmunta Augusta fertiggestellt. Sie waren zu ihrer Zeit jeweils die längsten Holzbrücken Polens und eine der längsten in Europa.

### Neuzeit

#### Europa
Noch Mitte des 18. Jahrhunderts wurde Holzbrücken weithin der Vorzug gegeben gegenüber Steinbrücken, oft auch, weil sie billiger zu bauen waren.
Im 18. Jahrhundert entwickelte sich der Holzbrückenbau rasch vom einfachen Spreng- und Hängewerk zu immer komplexeren fächerförmigen und geschachtelten Sprengwerken, doppelten Hängewerken und Kombinationen aus Spreng- und Hängewerken. Auch polygonale Stabbogentragwerke wurden häufig mit Hängewerken kombiniert. Für stärkere Bogen- oder Randträger wurden einzelne Balken aufeinander gelegt und miteinander verzahnt oder verdübelt, was sehr genaues Arbeiten erforderte.
William Etheridge baute die Old Walton Bridge und entwarf 1749 die Mathematical Bridge in Cambridge, bei denen gerade Holzbalken eine Reihe von Tangenten an einem virtuellen Bogen bildeten. Radiale Streben fixierten die Balken und machten die Konstruktion starr und selbsttragend.
Etwa zur gleichen Zeit entwickelten Hans Ulrich und Johannes Grubenmann und kurz darauf auch Joseph Ritter einige Innovationen in der Konstruktion von gedeckten Brücken. Auf empirische Weise wurden Stabpolygone und Bogenkonstruktionen mit Spreng- und Hängewerk kombiniert, so dass Spannweiten bis zu sechzig Meter erreicht wurden. Diese Technik wurde dann auch im Bau weitgespannter Kirchendächer eingesetzt. Als bekanntestes Beispiel ihrer Brückenbauwerke gilt die Rheinbrücke Schaffhausen, die 120 m lang war und nur einen Zwischenpfeiler hatte.
Grubenmanns Holzbrücke Wettingen (1766) und Ritters Holzbrücke Mellingen (1794) gelten als die ersten hölzernen Bogenbrücken Europas. In Japan wurde die anders konstruierte Kintai-Brücke bereits 1673 fertiggestellt.
In Europa bekannt wurde auch die 1778 von Johann Christian Adam Etzel (1743–1801; Onkel von Gottlieb Christian Eberhard von Etzel) gebaute Neckarbrücke Plochingen mit einer Spannweite von rund 65 m, die 1907 völlig intakt der Erweiterung der Bahnhofanlagen weichen musste. Die 1955 original wieder aufgebaute gedeckte Holzbrücke Forbach (Nordschwarzwald) über die Murg, ursprünglich ab 1778 geplant und gebaut von Otto Lindemann, wird mit ihren 38 m Spannweite regional als die "längste freitragende, überdachte und aufgrund ihrer Stabilität befahrbare Holzbrücke in Europa" bezeichnet.
Die von Carl Friedrich von Wiebeking entworfene Bamberger Seesbrücke über die Regnitz von 1809 war mit 72 m Spannweite die größte hölzerne Bogenbrücke in Europa, zeigte aber bald Fäulnisschäden und musste schon 1826 abgebrochen werden.
Die ersten Eisenbahnbrücken in Mitteleuropa waren häufig aus Holz, so die Dessauer Elbebrücke (1836), die Elbebrücke Riesa (1839), die Wiener Nordbahnbrücke (1838), die Lechbrücke bei Augsburg-Hochzoll (1840) und die Rosensteinbrücke (1846) bei Bad Cannstatt über den Neckar.

#### Nordamerika
Die USA waren am Ende des 18. Jahrhunderts noch ein armes Land, in dem Holz jedoch reichlich vorhanden war. Langlebige Stein- und Eisenbrücken waren zu teuer und die für ihren Bau erforderlichen Fachleute kaum vorhanden. Holzbrücken konnten schnell errichtet werden, kleinere oft auch von den örtlichen Zimmerleuten, und bei Zinsen von nicht weniger als 6 % p. a. waren sie langfristig billiger, auch wenn sie nach zwölf bis fünfzehn Jahren erneuert werden mussten.
Die Old North Bridge, eine eigentlich unbedeutende, um 1760 errichtete Jochbrücke über den Concord River in Massachusetts, wurde berühmt durch die  Gefechte von Lexington und Concord, die als Beginn des Amerikanischen Unabhängigkeitskrieges gelten.
Timothy Palmer, Lewis Wernwag, Theodore Burr und andere, weniger bekannte wie Enoch Hale (1743–1780), Moody Spofford (1744–1828), Jocob Spofford (1755–1812), Samuel Sewall Jr. (1724–1815), Lemuel Cox (1736–1806) und William Weston (1763–1833) gehörten zur ersten Generation von Brückenbauern, die Holzbrücken über größere Flüsse bauten. Timothy Palmer begann mit von ihm entwickelten Fachwerk-Bogenbrücken wie der Essex Merrimack Bridge (1792) oder der Piscataqua Bridge (1794), die seinerzeit mit 74,37 m die größte Spannweite weltweit hatte. Wenig später schlug er bei der Permanent Bridge (1805) über den Schuylkill River in Philadelphia vor, sie zur Verlängerung der Lebensdauer zu überdachen und seitlich zu verkleiden. Danach wurden in Nordamerika hölzerne Straßenbrücken häufig als gedeckte Brücken ausgeführt. Die 1809 eröffnete Washington Bridge über den Potomac River zwischen Washington, D.C. und dem Arlington County in Virginia war zwar eine ungedeckte Pfahljochbrücke, aber mit etwa 1500 m die damals längste Brücke der USA. 1813 folgte die Colossus Bridge von Lewis Wernwag über den Schuylkill River mit dem seinerzeit mit 103,7 m weitest gespannten Bogen der Welt und 1815 die McCall’s Ferry Bridge von Theodore Burr über den Susquehanna River mit der größten Stützweite aller Holzbrücken von 109,73 m (360 ft). Die ersten Tragwerke gedeckter Brücken waren Kombinationen aus Bogen und Fachwerkträgern mit auf dem Bogen liegender Fahrbahn. Für eine horizontale Fahrbahn entwickelte Theodore Burr schon bald den Burr-Träger, bei dem die Fahrbahn seitlich neben den Trägern angeordnet und die Bögen in den parallelgurtigen Fachwerkträgern integriert waren. Ein frühes Beispiel war die 1818 fertiggestellte 457 lange Monongahela Bridge von Lewis Wernwag in Pittsburgh. Wenig später entwickelte Ithiel Town einen Gitterträger, der 1820 patentiert und als Townscher Lattenträger (Town’s Lattice Truss) bekannt wurde, der auch von angelernten Arbeitern montiert werden konnte. William Howe rationalisierte 1840 den Bau weiter mit dem Howeträger aus zwei parallelen Längsträgern und wenigen schrägen Balken, die mit Hilfe von senkrechten eisernen Zugstangen an die Längsträger gepresst wurden.
Für die sich rasch ausbreitenden Eisenbahnen wurden anfangs meist hölzerne Trestle-Brücken mit Stämmen aus den Wäldern an der Strecke gebaut, zum Beispiel das Portageville Viaduct (1852) oder das wesentlich jüngere, noch existierende Goat Canyon Trestle (1933).
Siehe auch: Liste der größten Trestle-Brücken
1848 wurde die eingleisige Cascade Bridge fertiggestellt, deren 84 m weiter vollverkleideter hölzerner Fachwerkbogen die größte jemals gebaute Stützweite einer Eisenbahnbrücke aus Holz hatte.
Die 1852 gebaute Chain Bridge über den Potomac River hatte acht hölzerne Fachwerk-Bogenträger, die mit einem großen Windverband versteift waren.
Im Sezessionskrieg, in dem Eisenbahnen erstmals eine wichtige Rolle spielten, wurde die Long Bridge über den Potomac River 1863 als 1555,7 m lange Pfahljochbrücke und 1872 wieder als 1,6 km lange Fachwerkbrücke mit hölzernen Howe-Trägern erneuert. Herman Haupt entwickelte an der Potomac Creek Bridge eine mit Bögen verstärkte Fachwerkbrücke, die nach einer Zerstörung in ein eineinhalb Tagen wieder errichtet werden konnte. Die High Bridge am Appomattox River spielte eine entscheidende Rolle am Ende des Krieges.
Carl Ghega unternahm als designierter Gesamtplanungsleiter der zukünftigen südlichen Staatseisenbahn (k.k. Südliche Staatsbahn) 1842 eine Studienreise in die USA, um die dortigen Bahnstrecken in Gebirgen zu studieren. Dabei lernte er den Howeträger kennen, den er dann bei der Eisenbahnbrücke Maribor und später bei der Eisenbahnbrücke Piacenza einsetzte. Auch die König-Ludwig-Brücke (1851) in Kempten wurde mit Howeträgern errichtet. Karl Culmann brachte von seiner Amerikareise 1849 bis 1851 seine „Fachwerktheorie“ mit, die maßgeblich die Konstruktion europäischer Brücken beeinflusste.
Heute findet Holz oft Verwendung bei Fußgängerbrücken, Stegen oder anderen untergeordneten Brücken wie Güterwegbrücken oder Hauszufahrten, dagegen wird für größere Brücken kaum noch Holz verwendet.

## Rekorde
Die 1999 eröffnete Vihantasalmi-Brücke in der Nähe des finnischen Mäntyharju ist die längste für den Straßenverkehr erstellte Holzbrücke. Sie ist 168 m lang und hat eine maximale Stützweite von 42 m.
Die längste gedeckte Holzbrücke Europas ist die Holzbrücke Bad Säckingen in Süddeutschland. Zu den bekanntesten zählt die Kapellbrücke in Luzern. Die längste gedeckte Holzbrücke der Welt ist mit 390 m die Hartland Bridge in New Brunswick, Kanada.
Die längste Holzbrücke in Europa ist die als Spannbandbrücke ausgeführte 225 m lange Drachenschwanzbrücke auf dem Gelände der Neuen Landschaft Ronneburg. Die zweitlängste Spannbandbrücke aus Holz ist die 193 m lange Holzbrücke bei Essing über den Main-Donau-Kanal. Bei letzter wurde ungewöhnlicherweise Brettschichtholz als Spannband verwendet.

## Beispiele von Holzbrücken

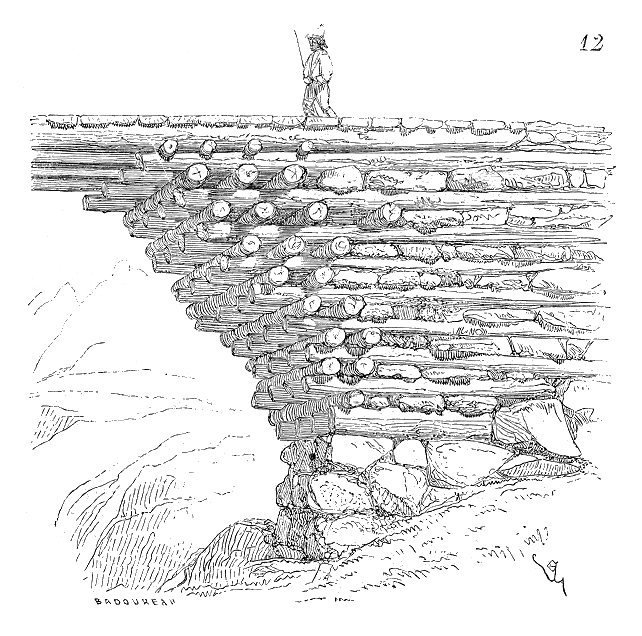
Gallische Holzbrücke aus Baumstämmen
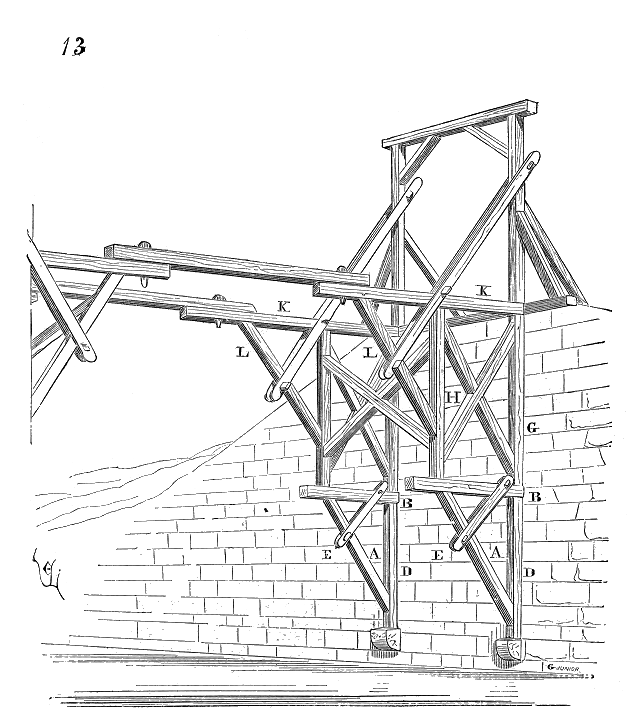
Vorschlag einer Auslegerbrücke nach Villard de Honnecourt aus dem 13. Jahrhundert
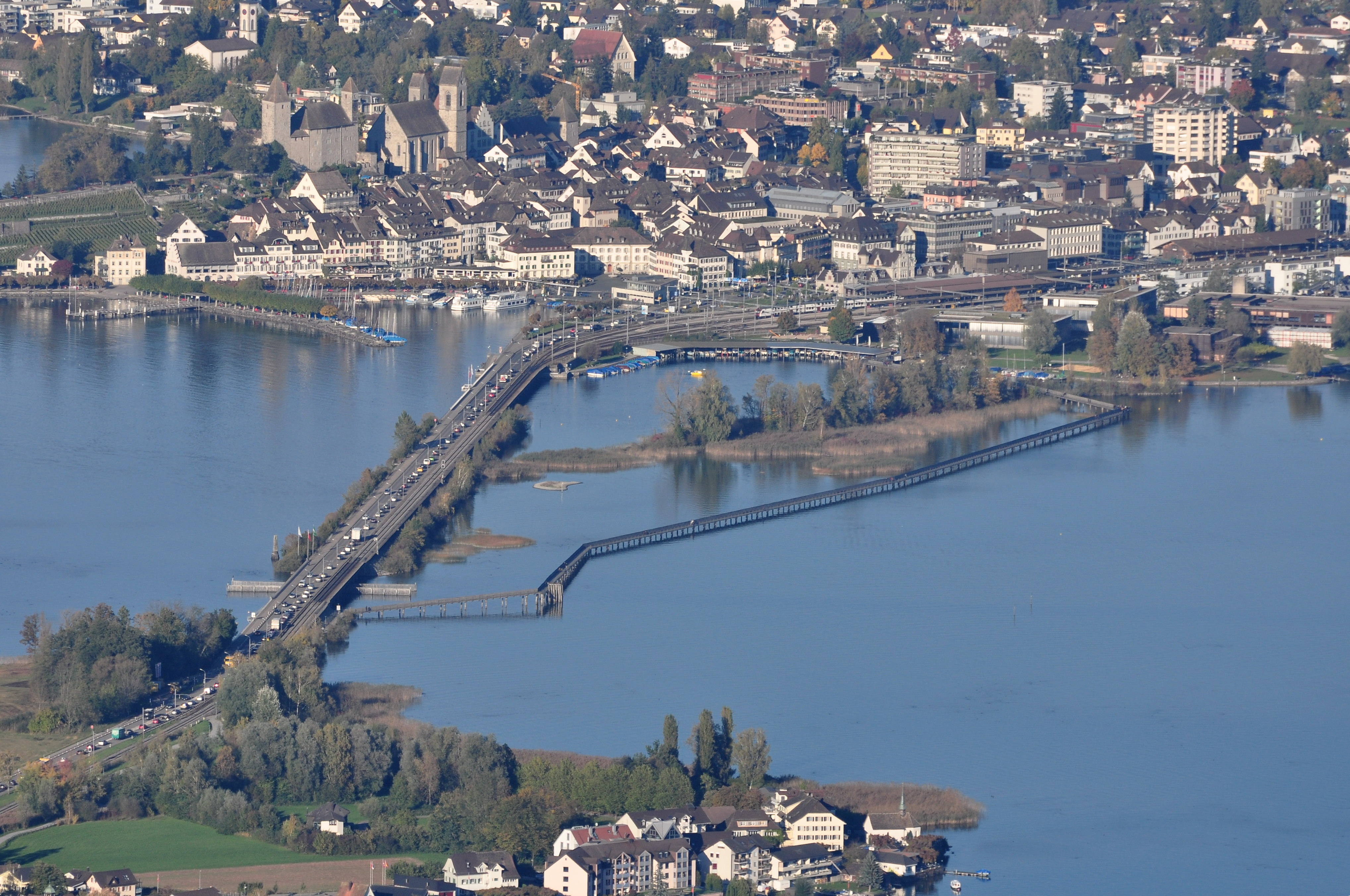
Holzsteg Rapperswil–Hurden
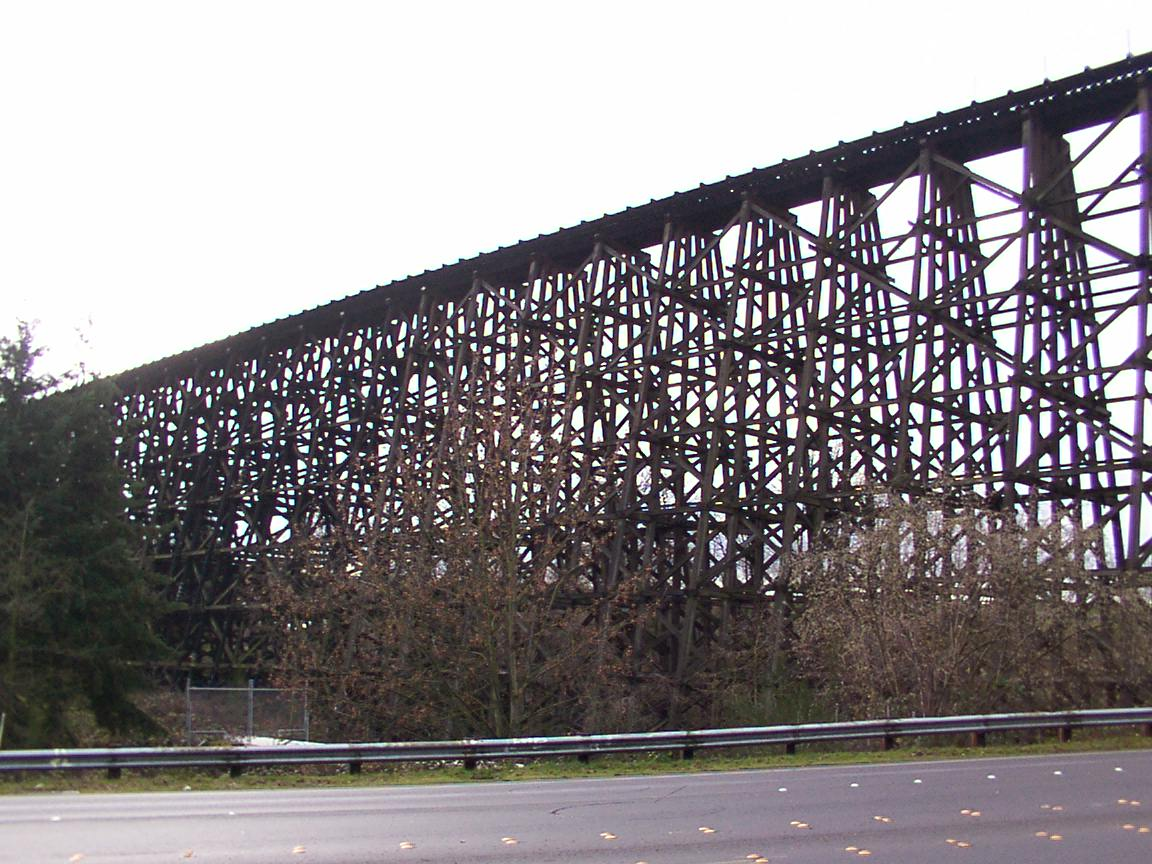
Wilburton Trestle
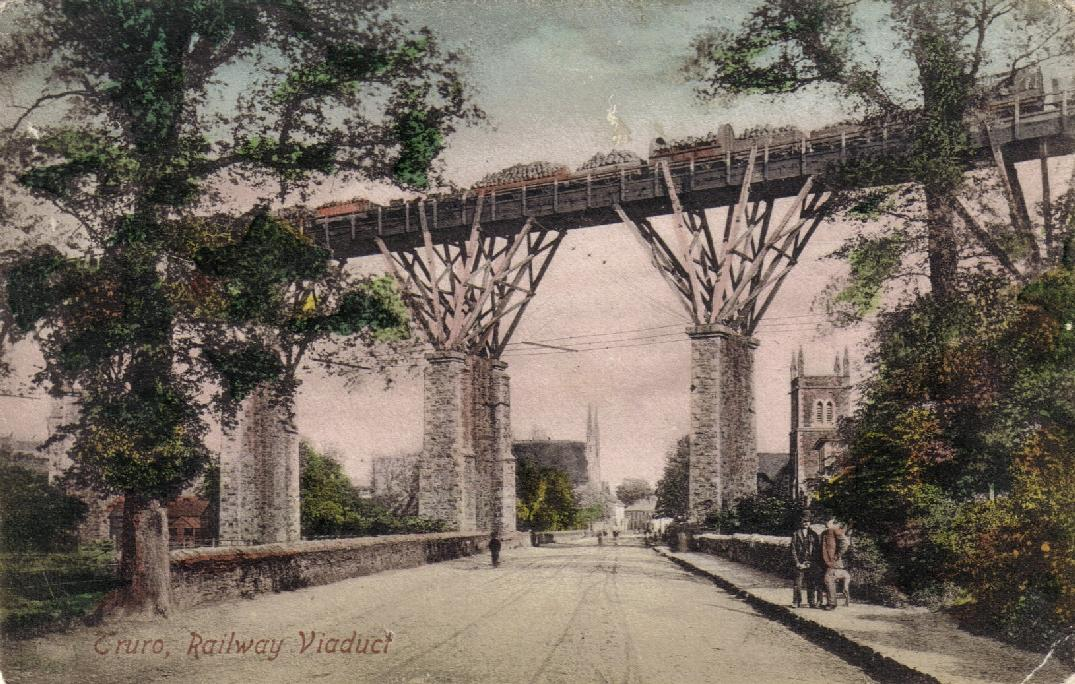
Carvedras Viadukt von Brunel
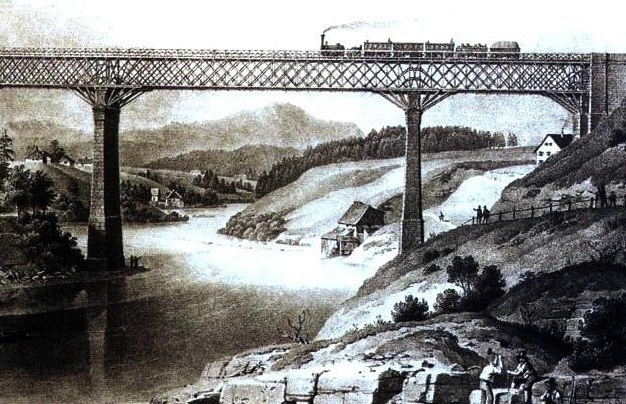
König-Ludwig-Brücke, einzige erhaltene Holzeisenbahnbrücke in Deutschland
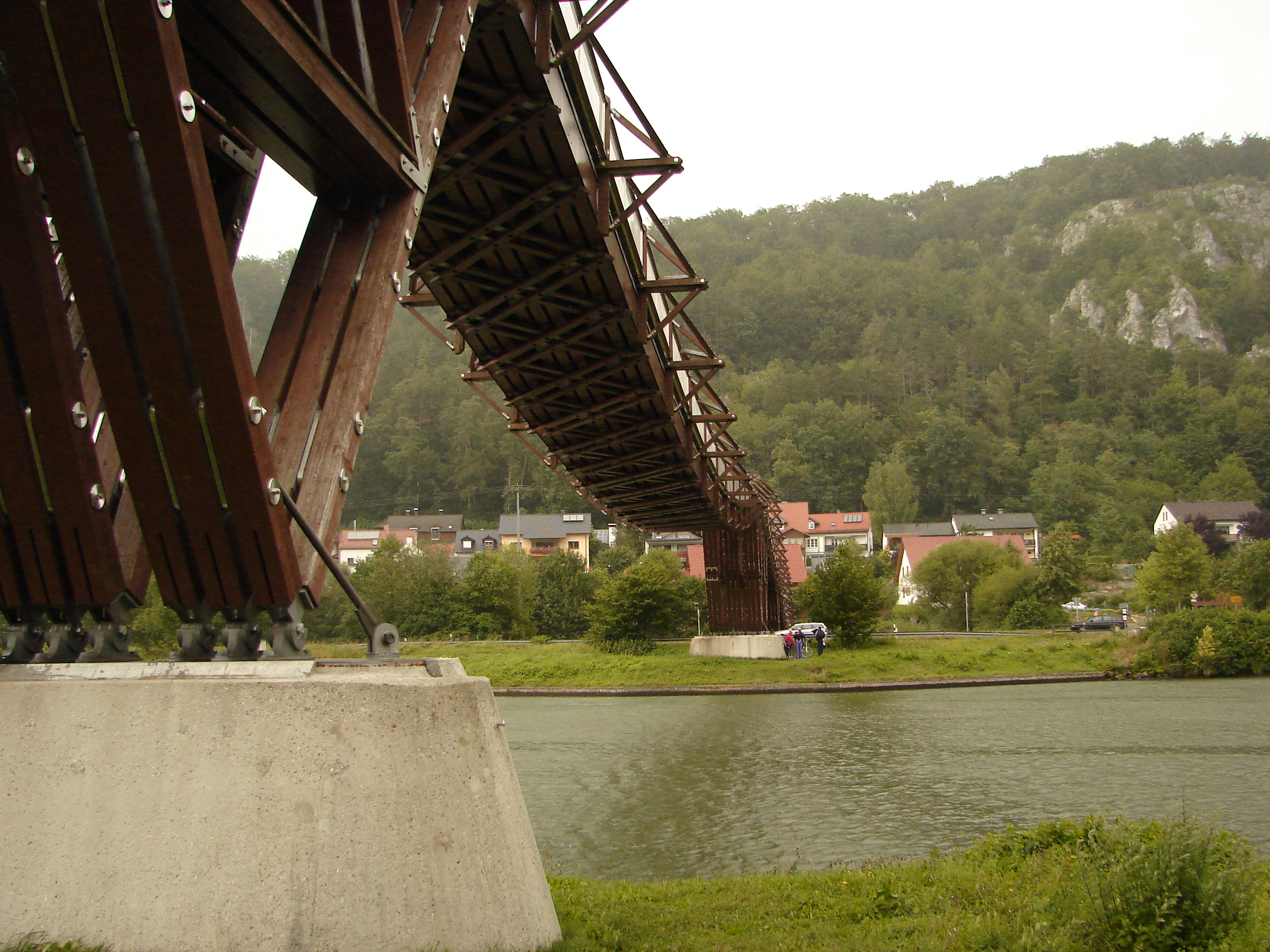
Holzbrücke bei Essing, Spannbandbrücke aus Brettschichtholz
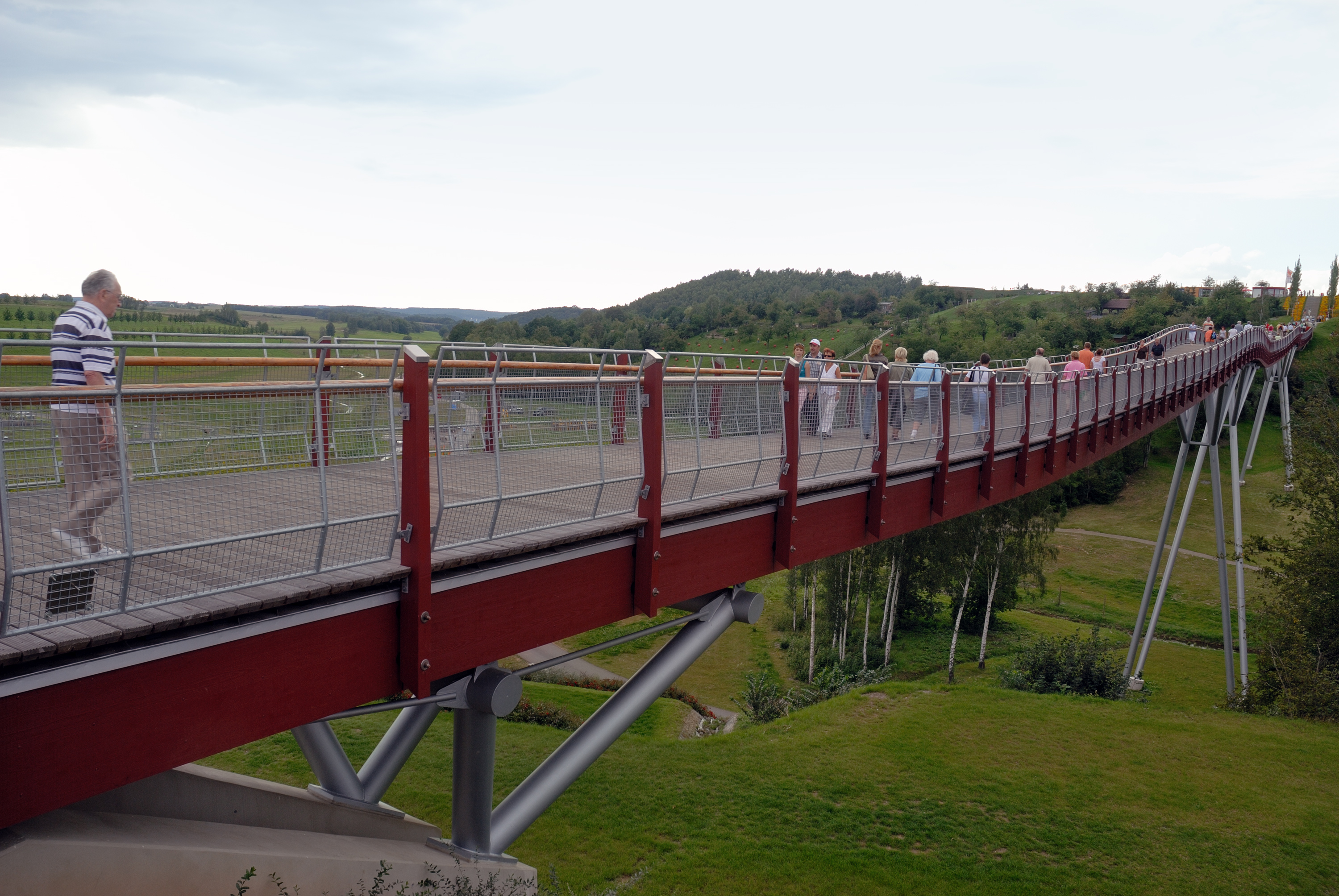
Drachenschwanz, längste Spannbandbrücke in Europa
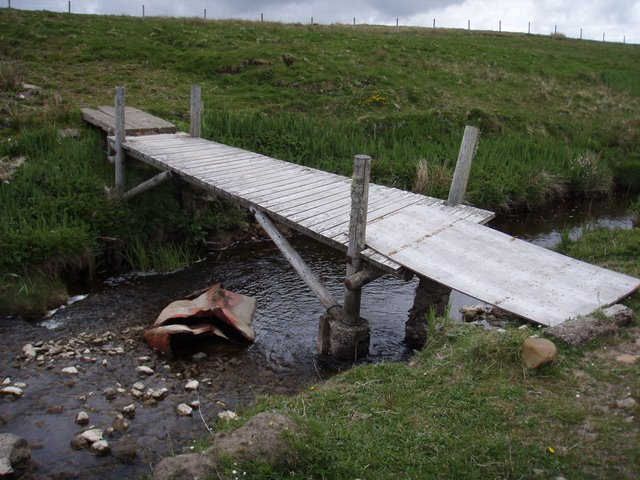
Brücke über den Mill Burn Orkney
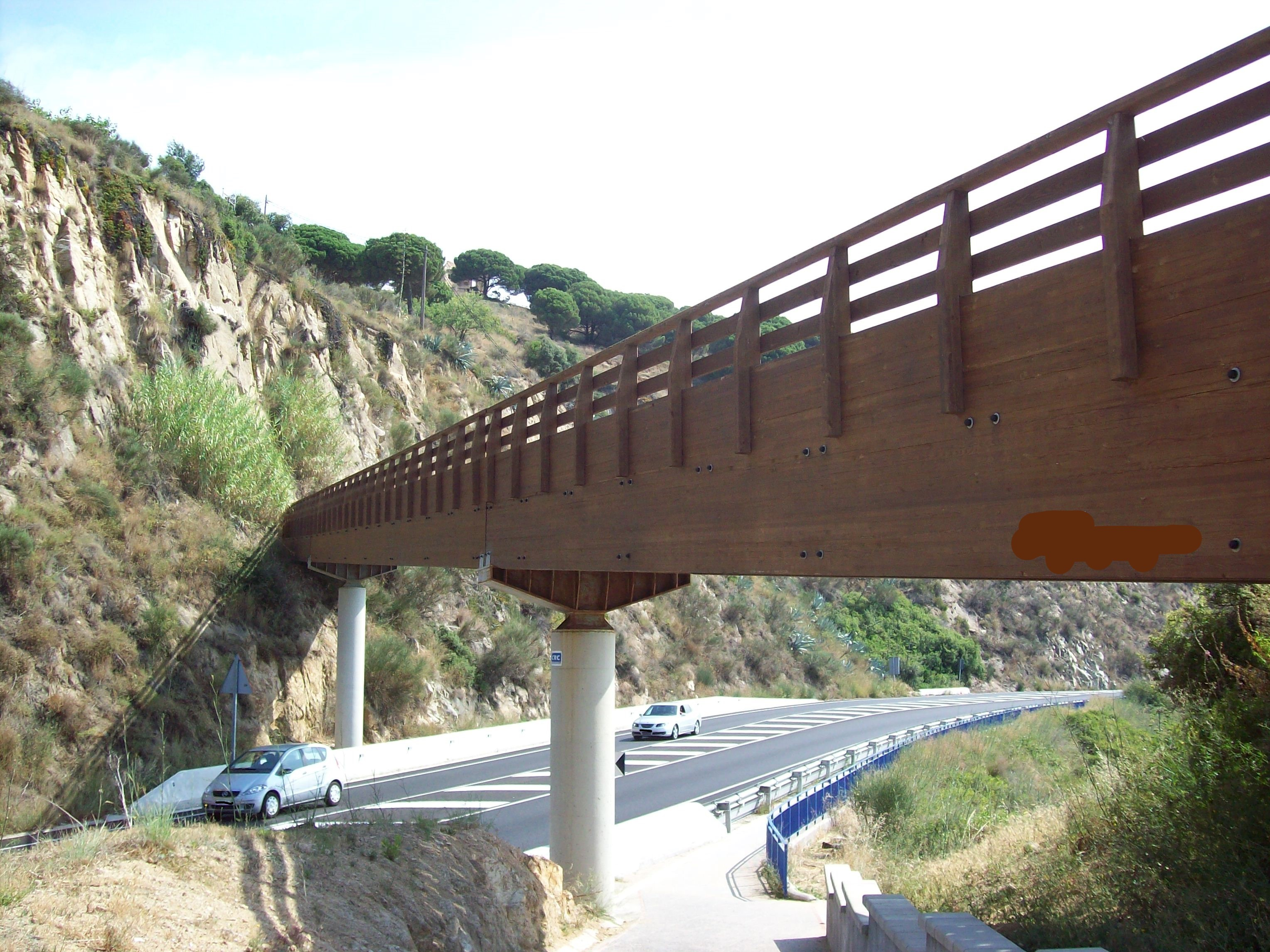
Leimträgerbrücke über eine Küstenstraße
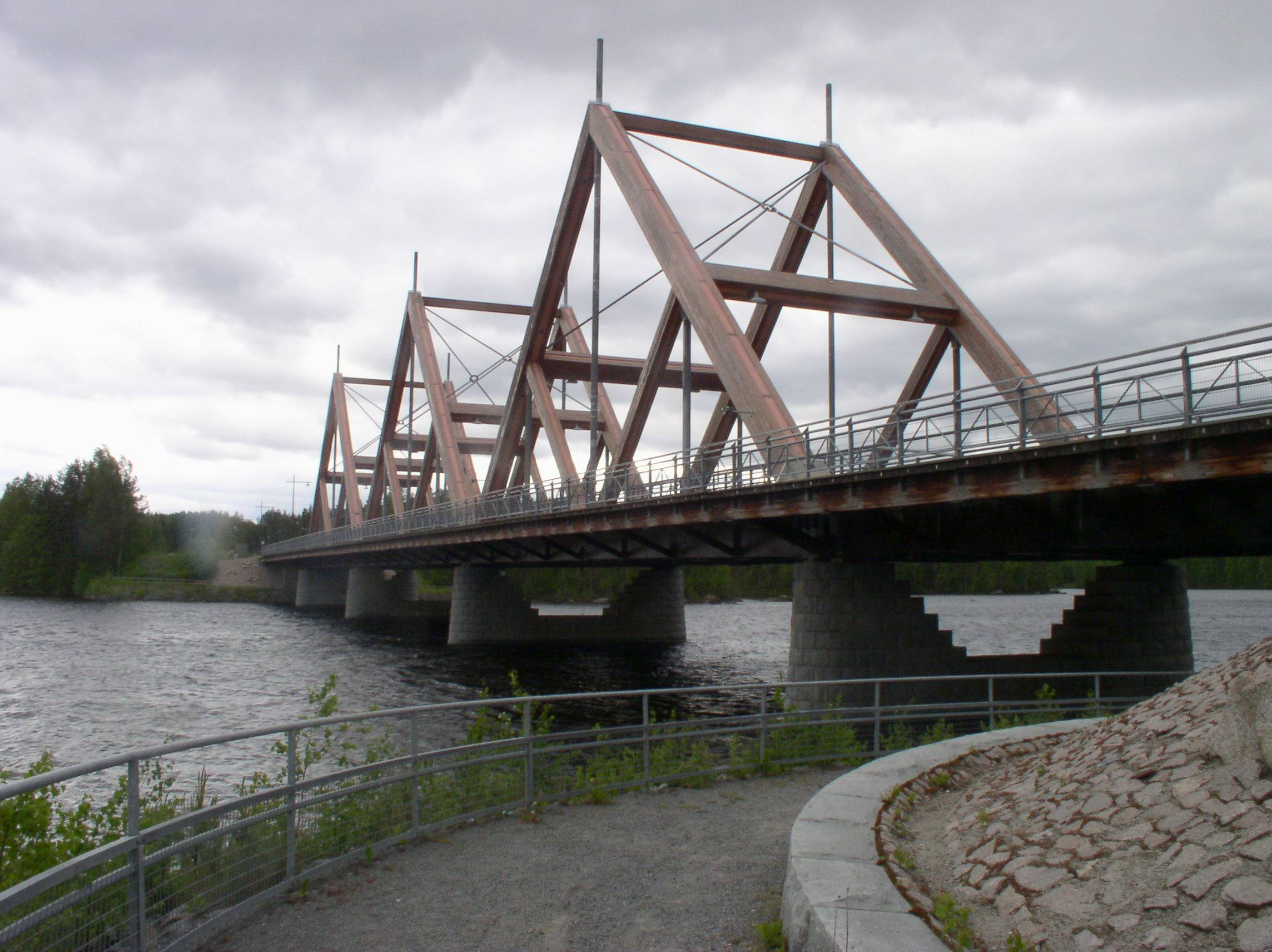
Vihantasalmi-Brücke in Finnland von 1999, längste Straßenbrücke mit Hängewerk aus Holz
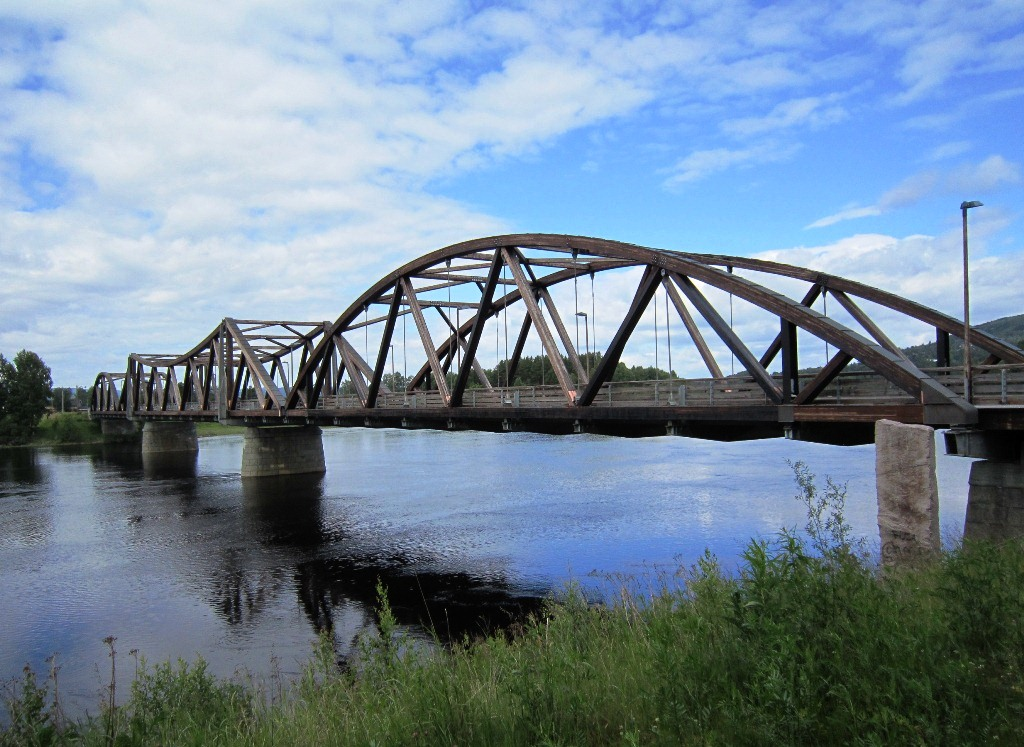
Flisa bru in Norwegen von 2003, längste Spannweite einer Straßenbrücke
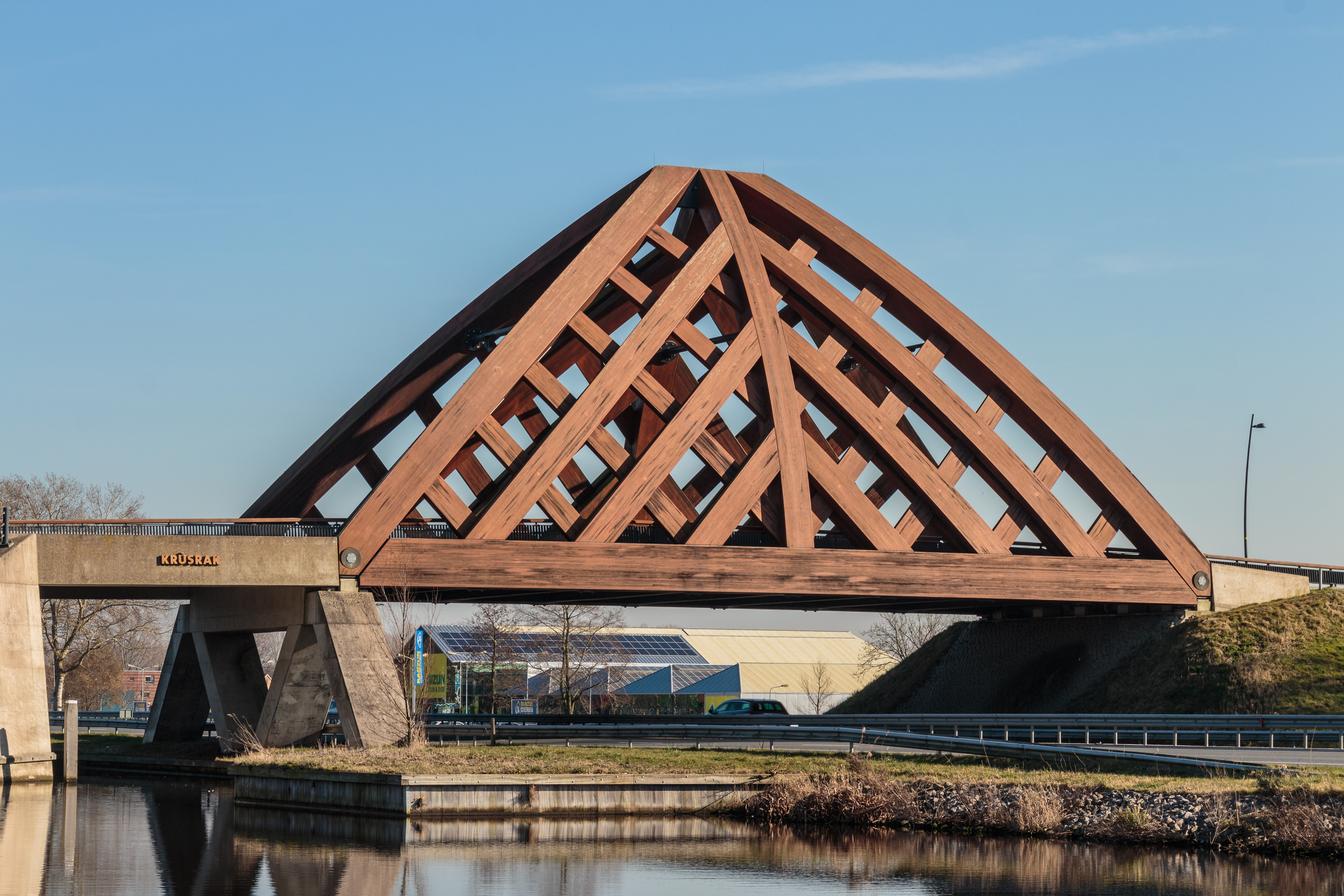
Krúsrak in den Niederlanden von 2008, Traglast 60 Tonnen
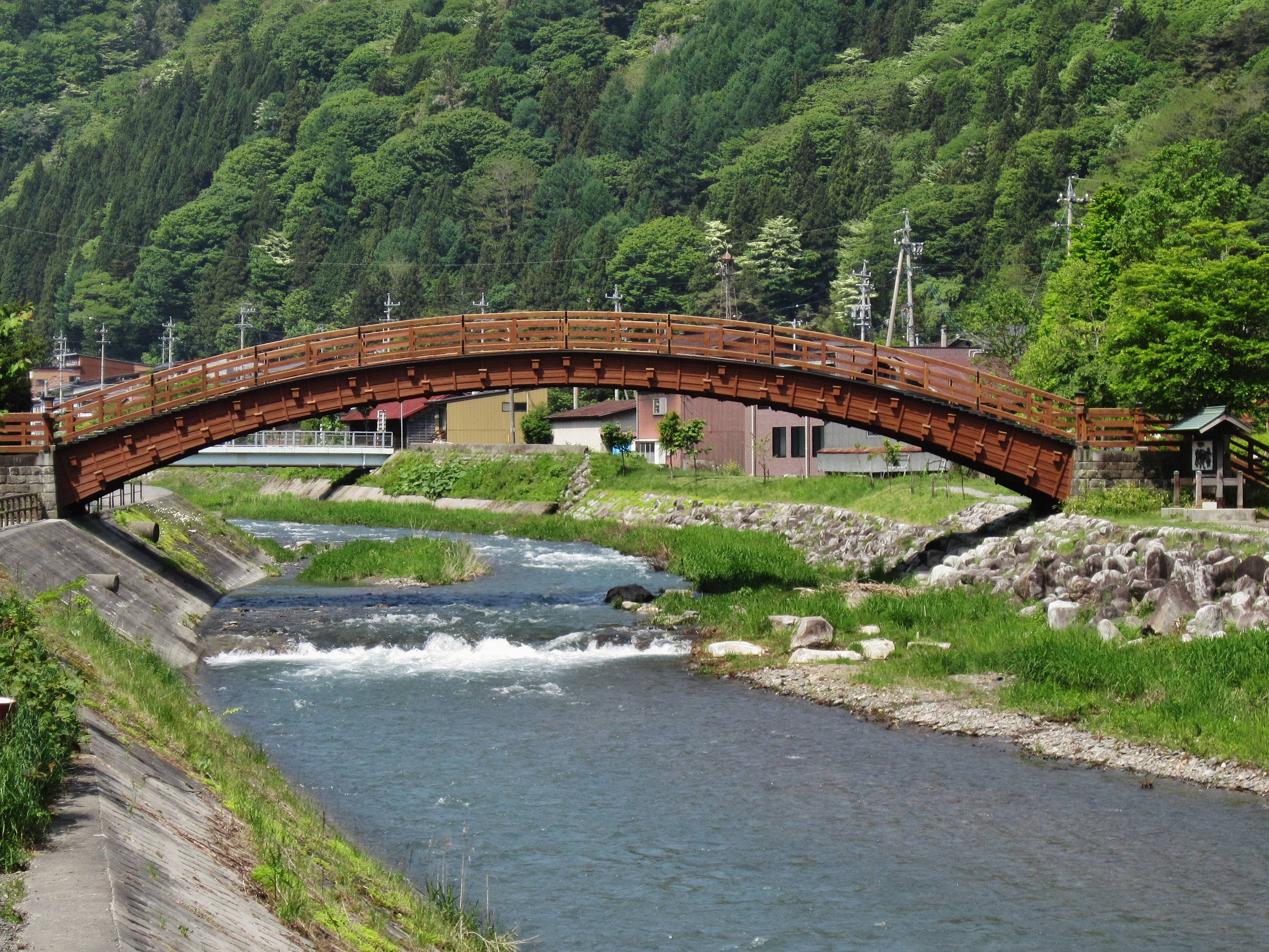
Kiso-Brücke in Japan

### Gedeckte Brücken

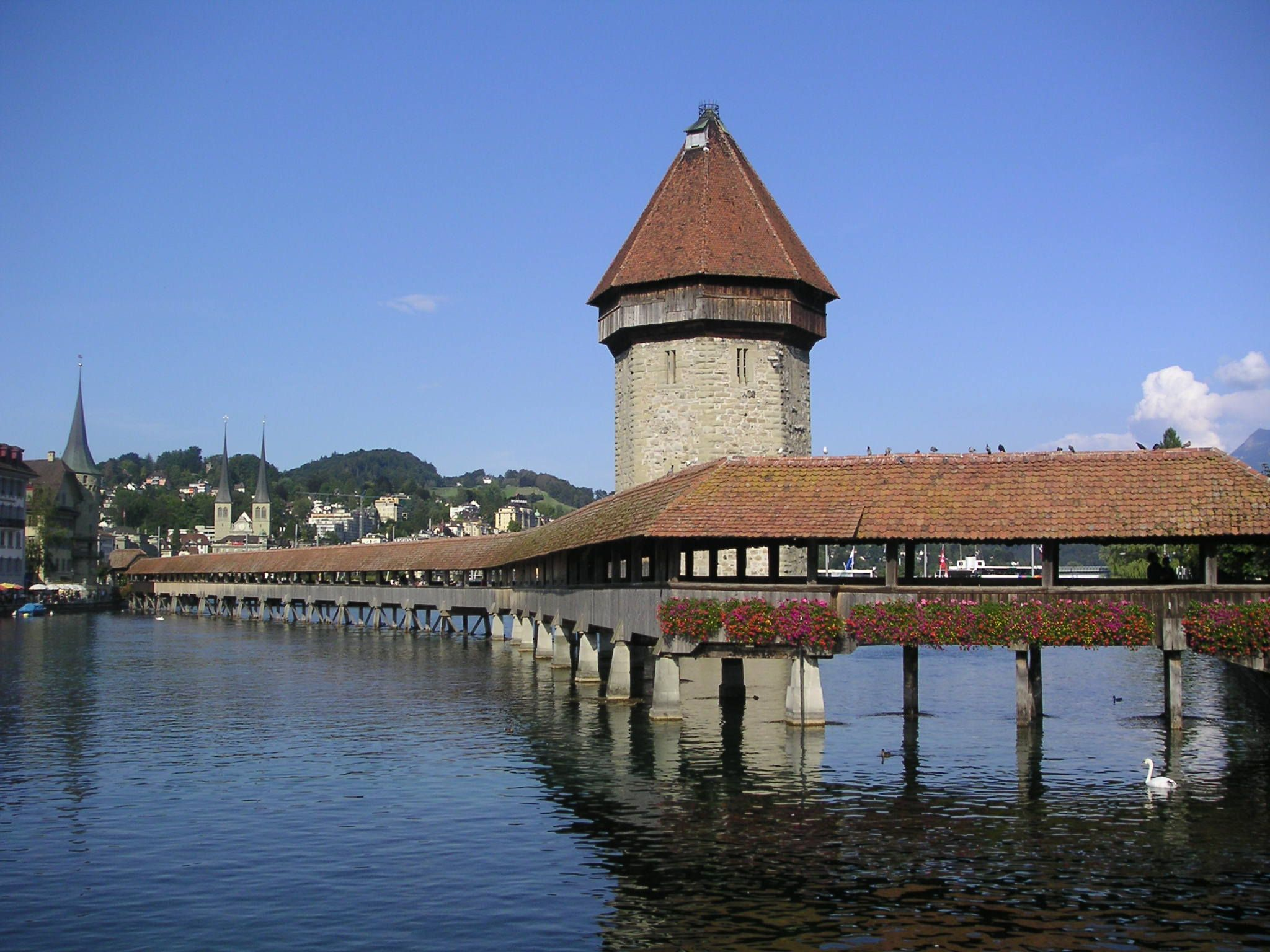
Kapellbrücke, zweitlängste gedeckte Brücke Europas
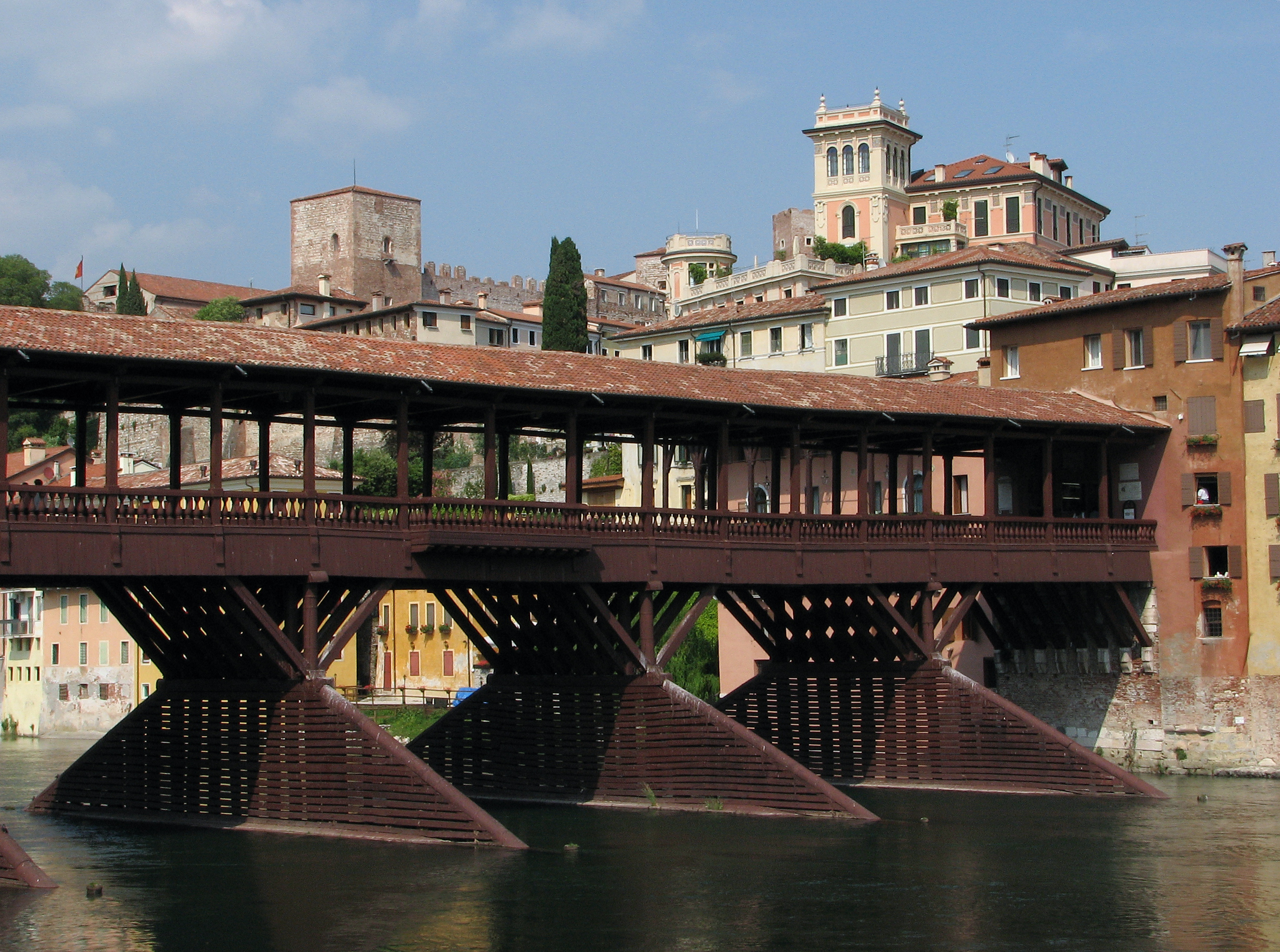
Ponte Vecchio in Bassano del Grappa von Palladio
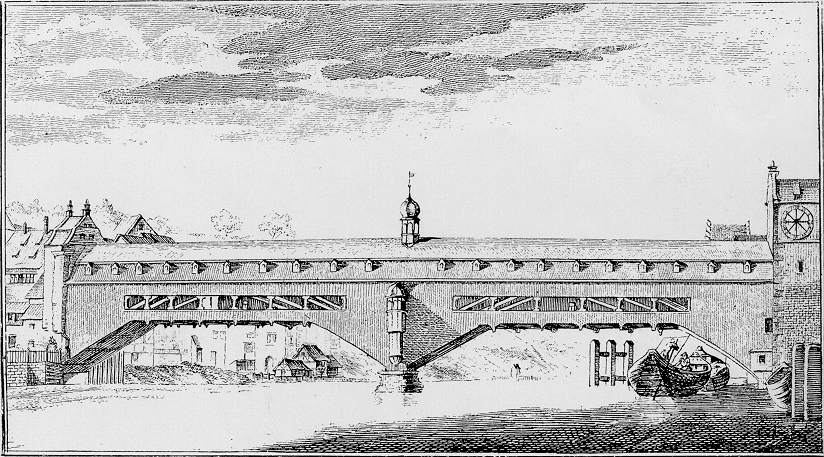
Rheinbrücke Schaffhausen–Feuerthalen von Grubenmann
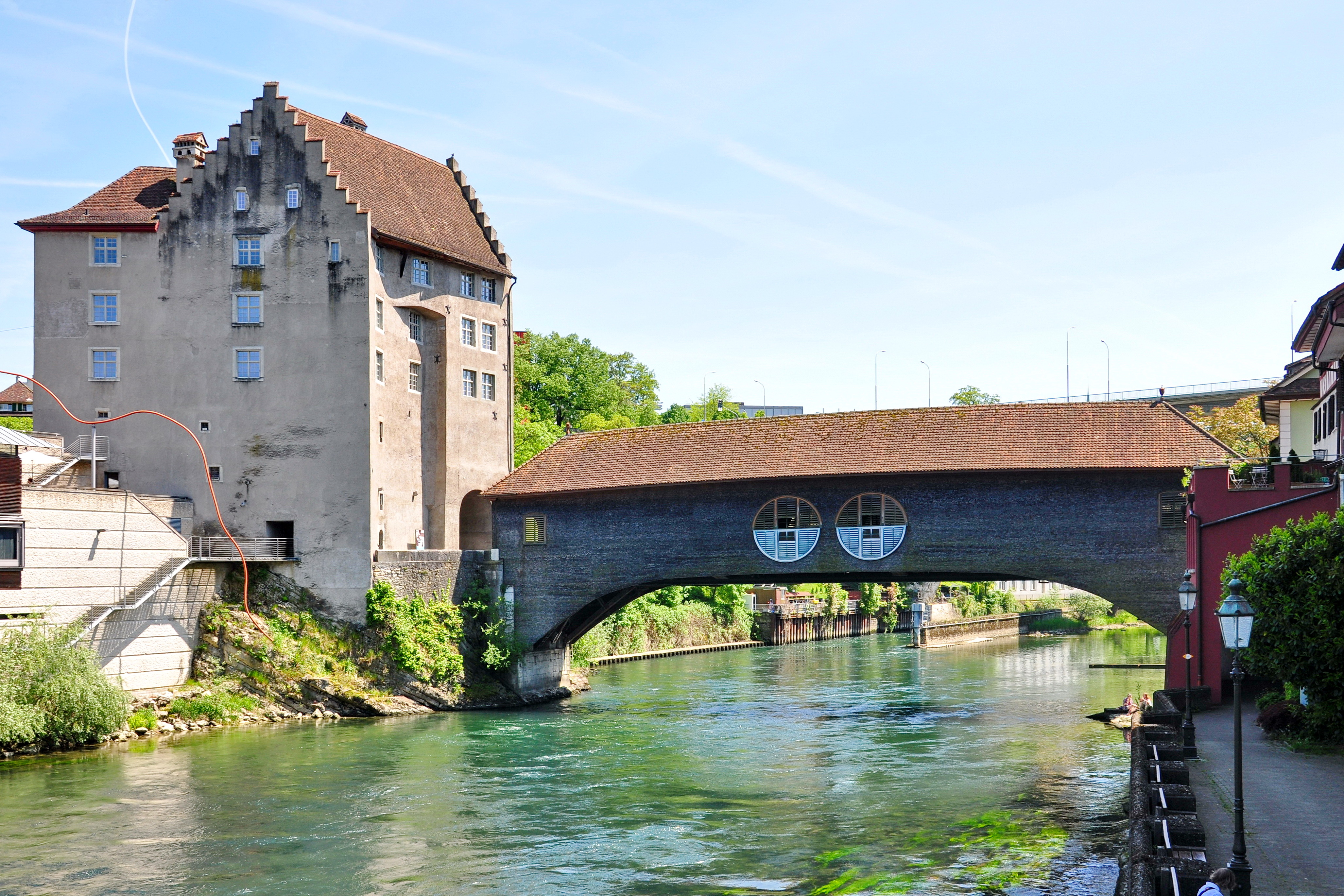
Holzbrücke Baden
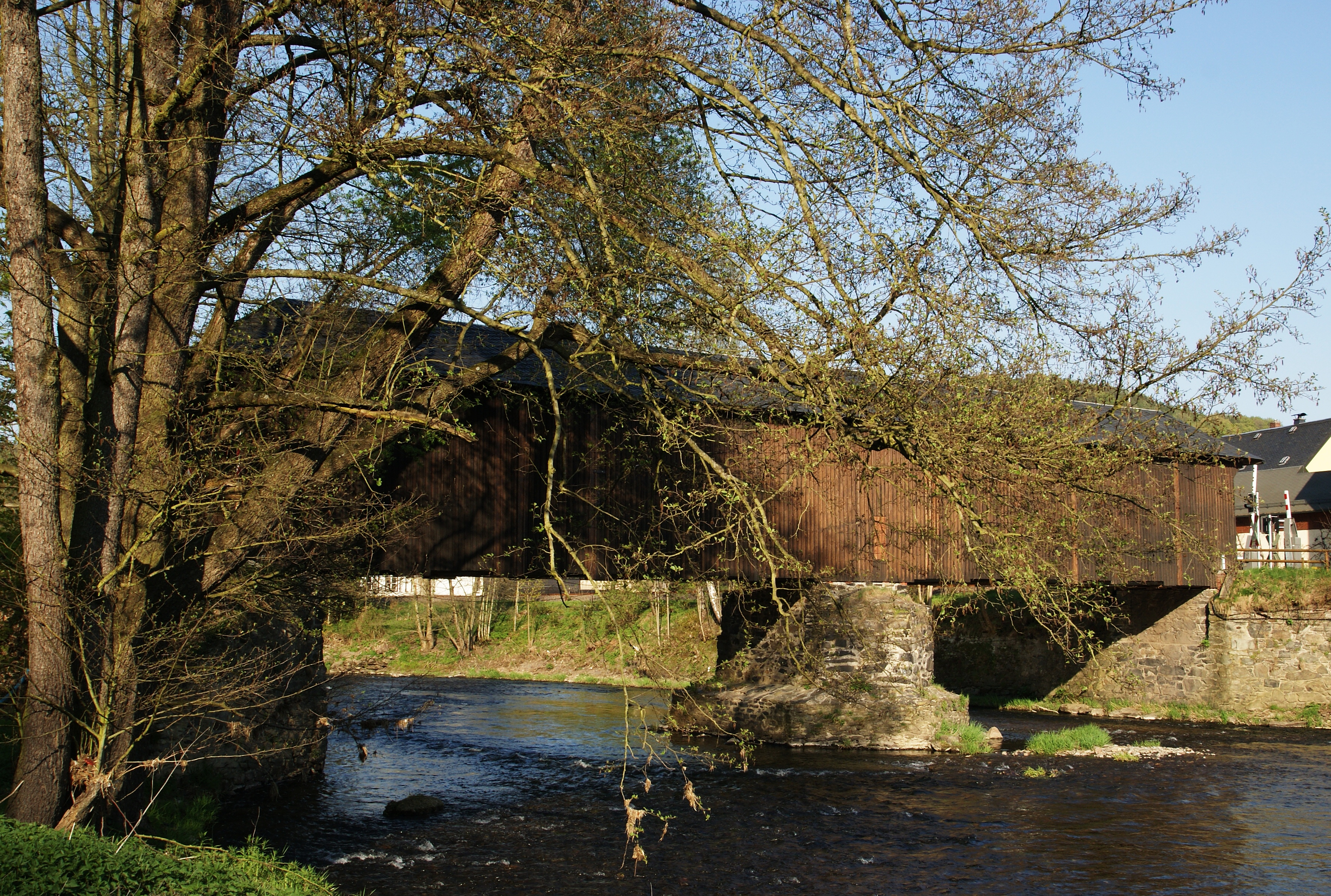
Holzbrücke Hennersdorf
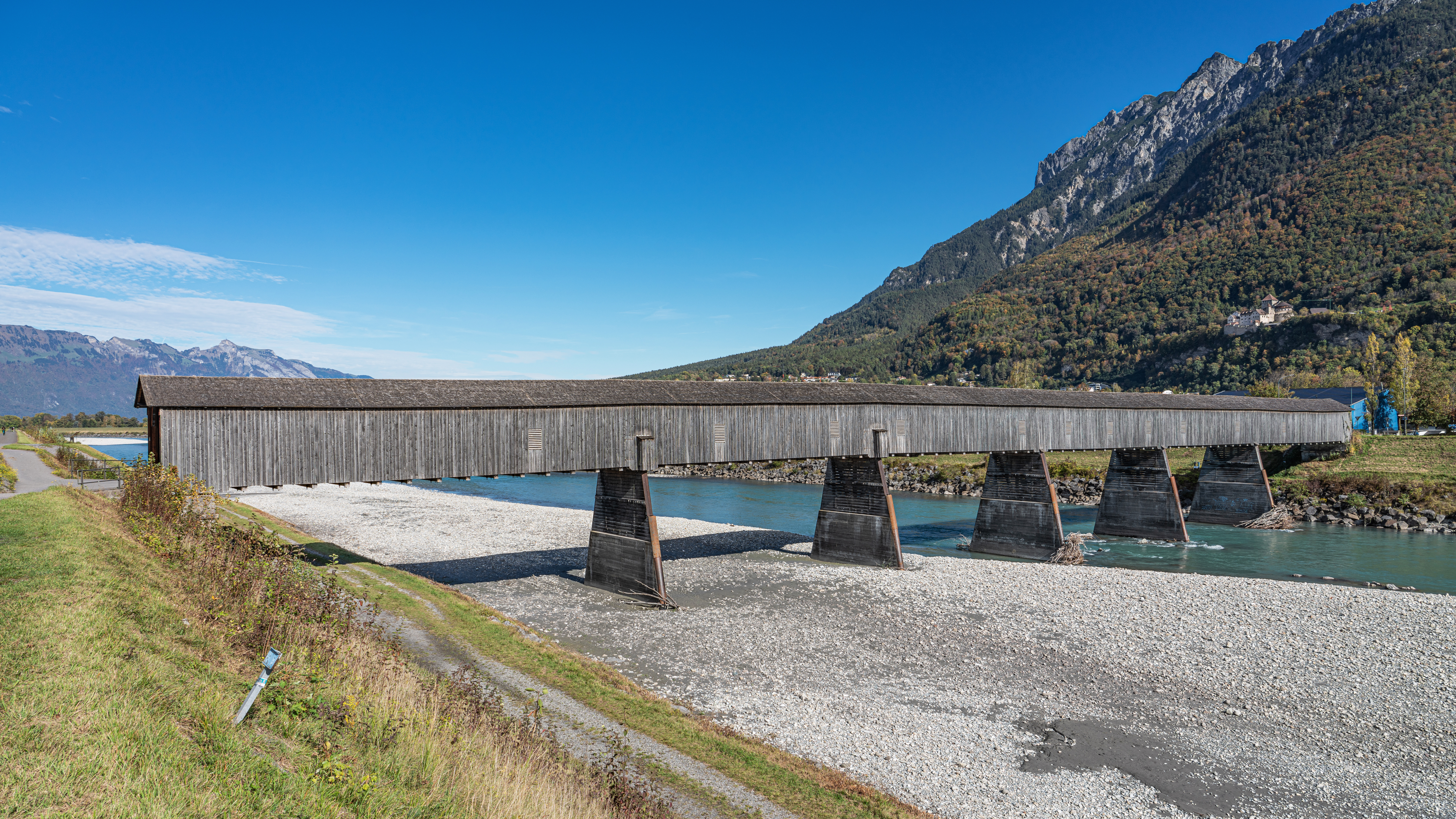
Alte Rheinbrücke Vaduz–Sevelen
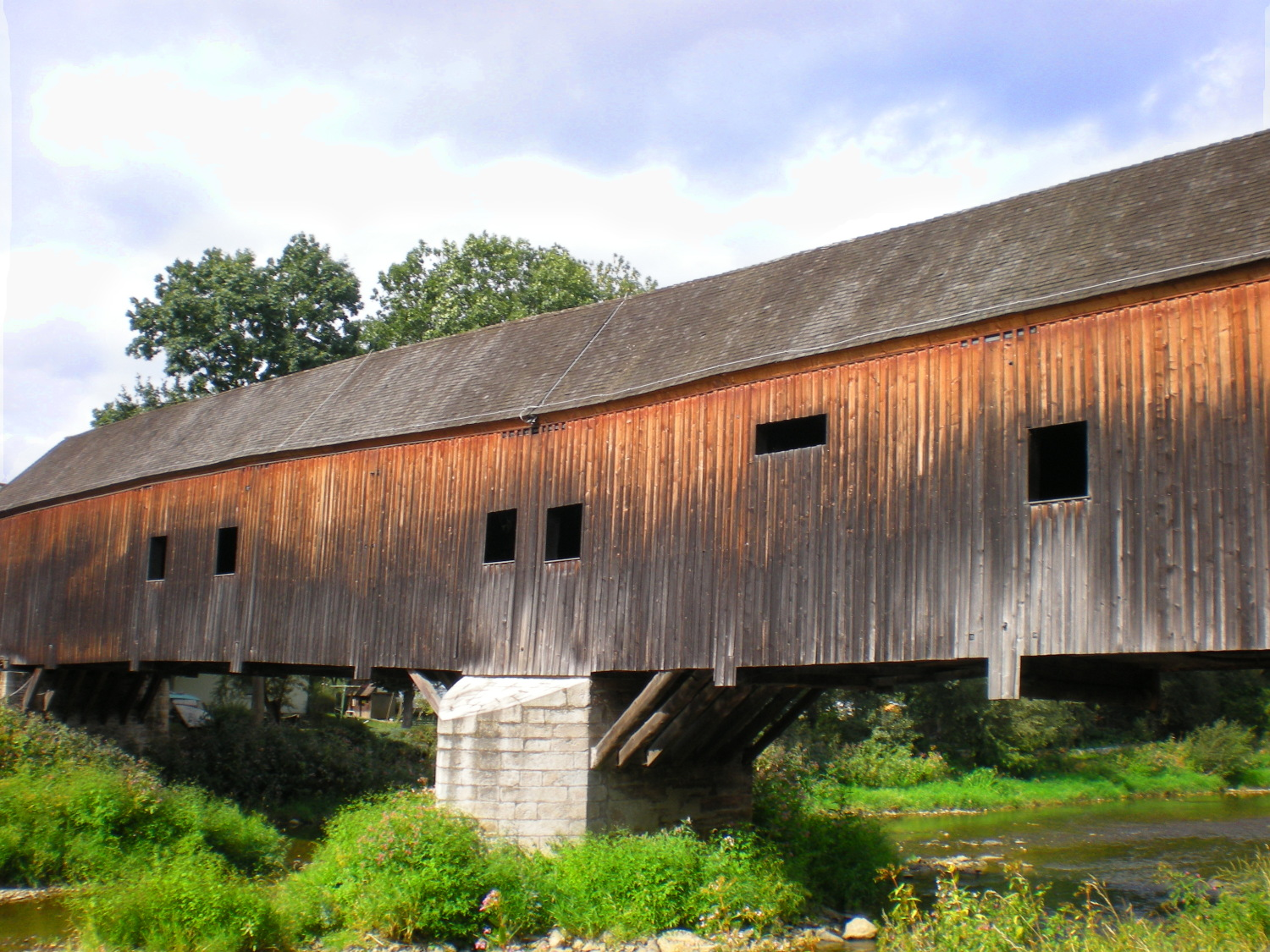
Historische Holzbrücke Wünschendorf
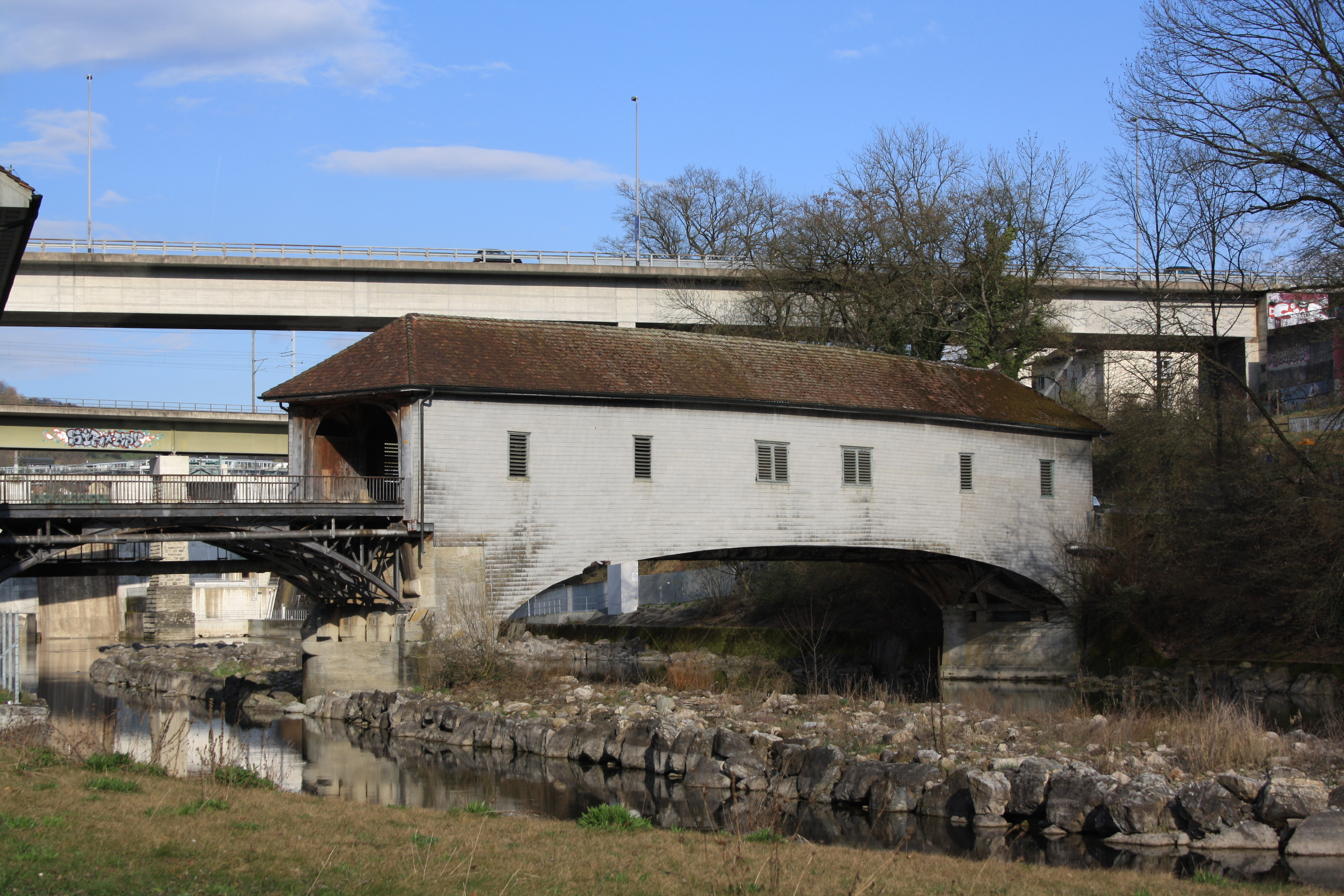
Holzbrücke Wettingen-Neuenhof
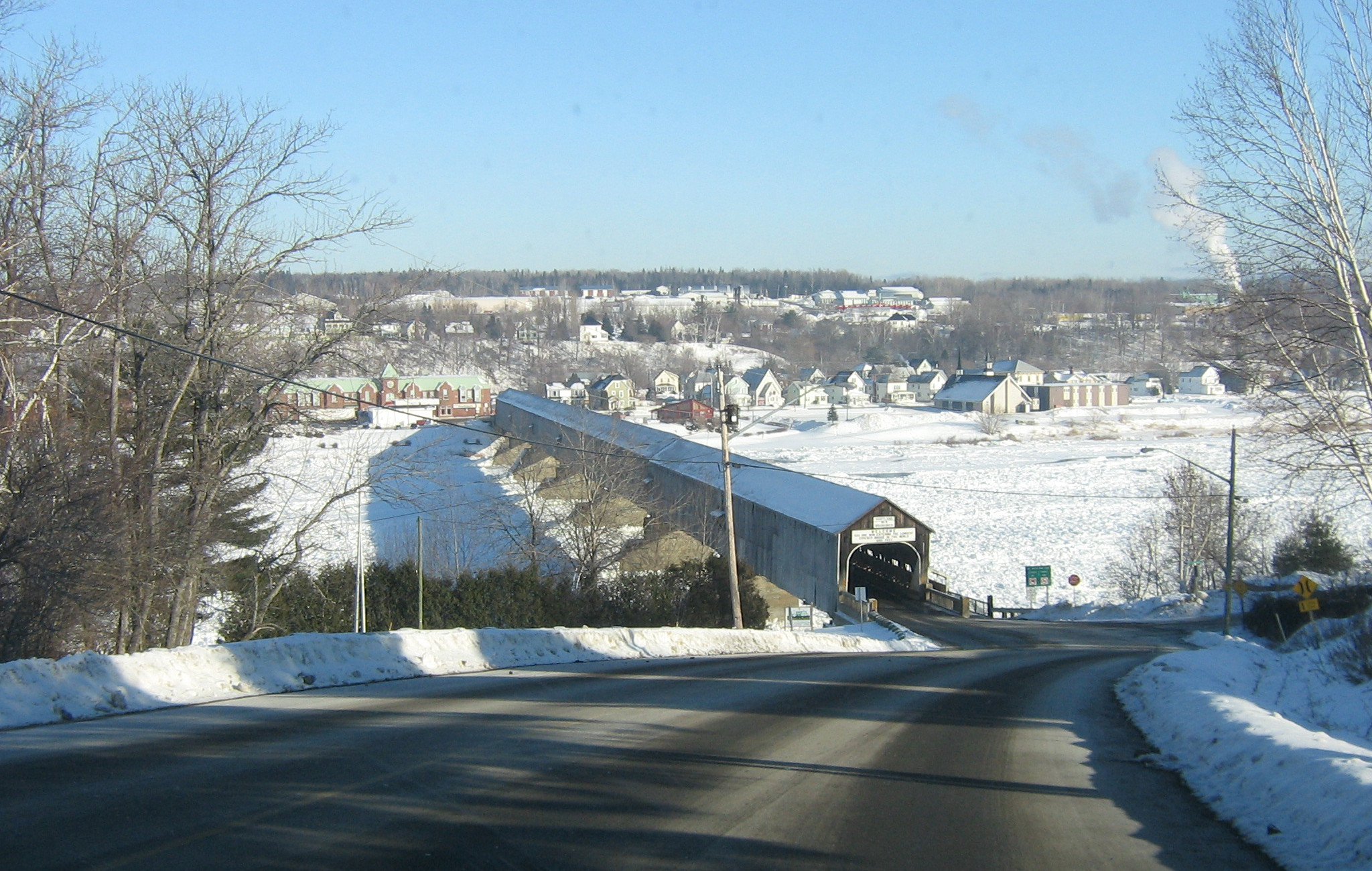
Längste gedeckte Brücke der Welt im kanadischen Hartland
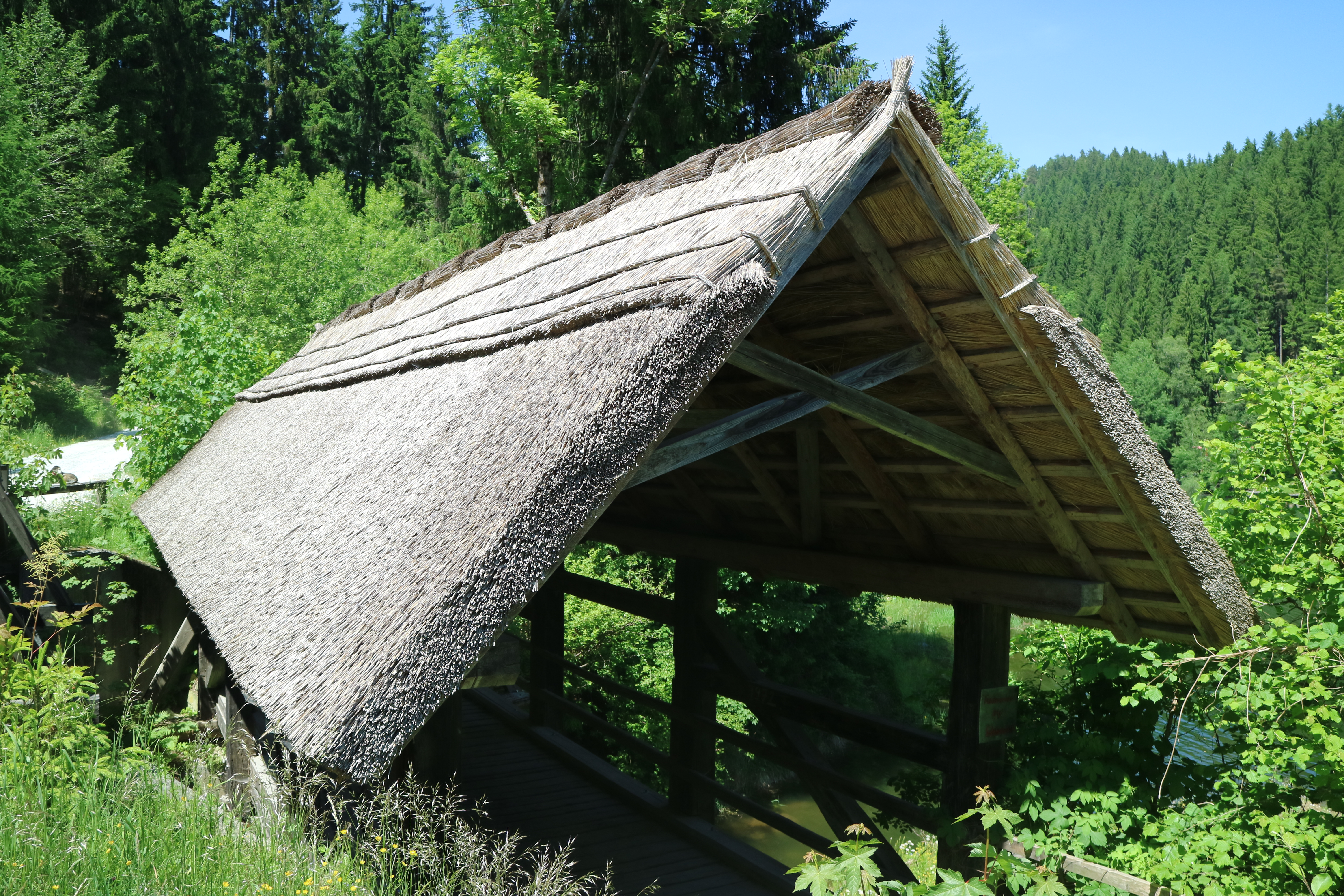
Ströhberne Bruck’n in der Steiermark